# Paul Milgrom
Paul Robert Milgrom (sinh ngày 20 tháng 4 năm 1948) là nhà kinh tế học người Mỹ. Ông là Giáo sư Khoa học và Nhân văn Shirley và Leonard Ely tại Đại học Stanford, một vị trí mà ông đã đảm nhiệm từ năm 1987. Milgrom là chuyên gia về lý thuyết trò chơi, cụ thể là lý thuyết đấu giá và chiến lược định giá. Ông là người chiến thắng Giải thưởng Tưởng niệm Nobel về Khoa học Kinh tế năm 2020, cùng với Robert B. Wilson, "cho những cải tiến đối với lý thuyết đấu giá và những sáng tạo mới các cách thức đấu giá".
Ông là người đồng sáng tạo ra định lý không giao dịch với Nancy Stokey. Ông là người đồng sáng lập của một số công ty, công ty gần đây nhất là, Auctionomics, cung cấp phần mềm và các dịch vụ tạo ra thị trường hiệu quả cho các đấu giá thương mại phức tạp và trao đổi.
Milgrom và cố vấn luận án của ông Robert B. Wilson đã thiết kế giao thức đấu giá mà FCC sử dụng để xác định công ty điện thoại nào nhận được tần số di động nào. Milgrom cũng dẫn đầu nhóm thiết kế đấu giá khuyến khích phát sóng từ năm 2016 đến năm 2017, là một cuộc đấu giá hai mặt để phân bổ lại tần số vô tuyến từ phát sóng TV sang sử dụng băng thông rộng không dây.

## Thời trẻ
Paul Milgrom sinh ở Detroit, Michigan ngày 20 tháng 4 năm 1948, là con trai thứ 2 trong gia đình có bốn con trai của ông bà người Do Thái Abraham Isaac Milgrom và Anne Lillian Finkelstein. Gia đình anh chuyển đến Oak Park, Michigan, và Milgrom theo học trường Dewey và sau đó Trường phổ thông trng học Oak Park.